# Bureau d'Enquêtes et d'Analyses pour la Sécurité de l'Aviation Civile
O Bureau d'Enquêtes et d'Analyses pour la Sécurité de l'Aviation Civile (BEA) (Escritório de Investigações e Análises para a Segurança da Aviação Civil) é uma agência do governo francês, criada em 1946, com a missão de investigar acidentes aéreos e fazer recomendações de segurança baseadas nos resultados dessas investigações. Está sediado em Le Bourget, nos subúrbios de Paris, na França.
Conforme o Relatório Anual de 2012, em 31 de dezembro daquele ano o BEA possuía 96 funcionários, (45 engenheiros, 15 técnicos, 14 funcionários operacionais e 22 funcionários administrativos).
Em 2012 foram emitidas 69 recomendações de segurança, sendo 25 delas decorrentes da investigação do acidente com o voo AF 447.

Do total das recomendações, as que se destacaram foram as referentes a manutenção (22%), certificação/ergonomia (20%), treinamento da tripulação (19%) e procedimentos operacionais/documentação (17%).
O organograma do BEA consiste de uma Diretoria Geral (cargo exercido por Jean-Paul Troadec), à qual estão subordinados:
- Diretoria de Gabinete
- Secretaria Geral
- Departamento de Informações e Relações Públicas
- Departamento de Investigações
- Departamento de Engenharia

Fonte: BEA (2013) 